# Allocosa morelosiana
Allocosa morelosiana is een spinnensoort in de taxonomische indeling van de wolfspinnen (Lycosidae).
Het dier behoort tot het geslacht Allocosa. De wetenschappelijke naam van de soort werd voor het eerst geldig gepubliceerd in 1940 door Willis J. Gertsch & Louie Irby Davis.